# Telamonia livida
Telamonia livida är en spindelart som först beskrevs av Karsch 1880.  Telamonia livida ingår i släktet Telamonia och familjen hoppspindlar. Inga underarter finns listade i Catalogue of Life.